# BPM 37093
BPM 37093 es una enana blanca (estrella) situada a 54 años luz, en la constelación de Centauro.
Con el seudónimo de estrella de África, debido a que está formada por carbono cristalizado o diamante y en honor al famoso diamante de grandes proporciones.
Posee un diámetro de 4.000km. (2.500 millas o 696.500.000 estadios griegos).

## Estructura
En la década de 1960, se predijo que cuando una enana blanca se enfría, su material debería cristalizar, comenzando en el centro.  Cuando una estrella pulsa, al observar sus pulsaciones se obtiene información sobre su estructura. BPM 37093 se observó por primera vez como una variable pulsátil en 1992,  y en 1995 se señaló que esto arrojaba una prueba potencial de la teoría de la cristalización. En 2004, Antonio Kanaan y un equipo de investigadores del Telescopio de Tierra Entera estimaron, sobre la base de estas observaciones asterosismológicas, que aproximadamente el 90% de la masa de BPM 37093 había cristalizado. Otros trabajos dan una fracción de masa cristalizada de entre 32% y 82%. Cualquiera de estas estimaciones daría como resultado una masa cristalina total superior 5×1029  kilogramos.
Se cree que la cristalización del material de una enana blanca de este tipo da como resultado una red cúbica centrada en el cuerpo de núcleos de carbono y / o oxígeno, que están rodeados por un mar de electrones de Fermi.

Enrejado cúbico centrado en el cuerpo

## Apodo y cobertura de prensa
Su sobrenombre es Lucy, debido a la famosa canción de Los Beatles, "Lucy in the sky with diamonds"(Lucy en el cielo con diamantes).